# 90
Aquesta pàgina és per a l'any. Per al nombre, vegeu noranta.
El 90 (CX) fou un any comú començat en divendres del calendari julià.

## Esdeveniments
- Colònia arriba a ser capital de la província romana de la Germània Inferior.